# 唐花見コウ
唐花見 コウ（カラケミ コウ、1月6日 - ）は、日本の漫画家。女性。長野県上水内郡小川村出身。血液型はA型。

## 経歴
2004年までの約8年ほどの間は、二次創作の同人活動を行なっていた。2005年の1年間のオリジナル創作活動の後、翌2006年に『月刊少年ブラッド』（ソフトバンククリエイティブ）創刊号掲載の読切漫画作品「ひるどら」で商業誌デビュー。2007年発行の『シルフ』（アスキー・メディアワークス）Vol.2にて「星の塔 旋律の向こう」の読切を掲載の後、同年9月から翌2008年7月までの間、『FlexComixフレア』（ソフトバンククリエイティブ）にて初の連載となる『さよなら僕の龍』を掲載（上下巻）。
イラストの仕事においてはからけみのペンネームを用い、長野中央警察署のイメージキャラクター中央署のおにいさんとおじさんなどを描く。

## 作品リスト

### 読切
- ひるどら（ソフトバンククリエイティブ『月刊少年ブラッド』 2006年創刊号） - デビュー作。
- 星の塔 旋律の向こう（アスキー・メディアワークス『シルフ』 2007年Vol.2）
- テイルズ オブ ジ アビス アンソロジー（2009年5月26日発売）
- かいごのおにいさん。（長野県福祉人材センター発行）
- 信濃国　小川の歴史秘話　小川左衛門貞綱から徳川家康まで（「小川村歴史郷土まんが」制作委員会　企画・編集・発行）[2]

### 連載
- さよなら僕の龍（ソフトバンククリエイティブ『FlexComixフレア』 2007年9月 - 2008年7月、上下巻）
- 花咲く王子と青山で（原案：時東ぁみ、ソフトバンククリエイティブ『FlexComixフレア』 2009年5月 - 2010年7月、全3巻）
- 灯の降る宿〜僕とオバケと温泉旅館〜（角川書店『コミック怪』 2010年秋号（Vol.12） - 2013年、全2巻）
- JA 〜女子によるアグリカルチャー〜（共作：鳴見なる、角川書店『ヤングエース』 2011年5月号 - 2014年7月号、全8巻）
- けいさつのおにーさん（からけみ名義、芳文社『まんがタイムジャンボ』2014年10月号 - 2018年4月号、芳文社『まんがホーム』2016年4月号 - 2019年5月号、既刊6巻）